# كيث هاريس
كيث هاريس (5 يونيو 1957 - ) (بالإنجليزية: Keith Harris)‏ هو لاعب كريكت بريطاني.

## وصلات خارجية
- كيث هاريس على موقع إي آس بي آن كريك إنفو (الإنجليزية)